# Deferred Action for Childhood Arrivals
Deferred Action for Childhood Arrivals (DACA) (Deutsch etwa: „Ausgesetzte Maßnahmen bei Ankunft im Kindesalter“) ist ein Teil der Einwanderungsregelung in den Vereinigten Staaten, der bestimmte illegale Einwanderer, die bereits als Minderjährige in die USA gekommen waren, für zwei Jahre vor einer Abschiebung schützt und ihnen den Zugang zu einer Arbeitserlaubnis ermöglicht. Präsident Barack Obama hatte das Dekret 2012 erlassen, weil er eine Reform der Einwanderungsgesetzgebung im Kongress nicht hatte durchsetzen können. Präsident Donald Trump ordnete am 5. September 2017 die Beendigung des Programmes an und wies den Kongress an, einen Ersatz für die Regelung auszuarbeiten.
Die betroffenen Migrantenkinder werden in den USA auch als „Dreamer“ (Träumer) bezeichnet, was sowohl auf den gescheiterten Gesetzentwurf von 2001 zum Thema zurückgeht, der den Namen „Development, Relief and Education for Alien Minors Act“ (DREAM Act) trug, sich aber auch auf die Hoffnungen dieser Menschen für die Zukunft bezieht.

## Verfahren

### Anforderungen auf Zulassung
Um für eine Teilnahme an DACA in Betracht gezogen zu werden, mussten bis zum Zeitpunkt, an dem die Entscheidung des Präsidenten im September 2017 das Programm stoppte, folgende Bedingungen zwingend erfüllt werden:
- Teilnehmer müssen vor Juni 2007 im Alter von höchstens 16 Jahren in die USA gekommen sein.
- Sie müssen die Highschool abgeschlossen, einen Militärdienst abgeleistet haben oder Schüler sein.
- Sie dürfen am 15. Juni 2012 höchstens 31 Jahre alt gewesen sein.
- Sie dürfen am 15. Juni 2012 keinen legalen Aufenthaltstitel innegehabt haben.
- Sie müssen sich am 15. Juni 2012 in den USA aufgehalten haben.
- Sie müssen sich seit dem 15. Juni 2007 durchgehend in den USA aufgehalten haben.
- Sie dürfen weder schwere Straftaten begangen haben noch als Bedrohung gelten.
- Sie müssen sich zum Zeitpunkt des Antrages auf Teilnahme an DACA in den USA aufgehalten haben.

### Status
Nach der Erteilung einer Genehmigung sind die Teilnehmer an DACA für 24 Monate vor einer Abschiebung geschützt und qualifizieren sich für eine Arbeitserlaubnis.
Sie können über das Programm selbst keine Staatsbürgerschaft der USA erwerben oder eine Erlaubnis zum dauerhaften Aufenthalt in den USA erlangen. Sie müssen DACA vor Ablauf der Frist immer wieder neu beantragen, um einen Schutzstatus für weitere zwei Jahre zu erreichen.

### Reisebeschränkungen für Teilnehmer
Teilnehmer müssen sich alle Auslandsaufenthalte vor Verlassen der USA genehmigen lassen. Ein Verstoß führt automatisch zur Aberkennung des DACA-Schutzstatus. Genehmigungen werden nur erteilt:
- aus humanitären Gründen
- für Bildungsaufenthalte
- aus arbeitstechnischen Gründen

## Vorläufiges Ende
Mit Präsident Trumps Anordnung vom 5. September 2017 können keine neuen Anträge auf einen Schutzstatus nach DACA mehr gestellt werden. Teilnehmer, deren Schutzstatus am oder bis zum 5. März 2018 abläuft, konnten nach Angaben von Behördenvertretern bis zum 5. Oktober 2017 einen letzten Verlängerungsantrag stellen. Sollte der Kongress keine neue Regelung finden, könnten die ersten Abschiebungen bereits am 6. März 2018 beginnen. Etwa 800.000 Teilnehmer an dem Programm sind nach Schätzung von Behörden von Abschiebung bedroht.
Trump forderte den Kongress auf, binnen sechs Monaten aus DACA ein Bundesgesetz zu machen. Sollte das misslingen, wolle er sich des Themas wieder annehmen.
Trump begründete seine Entscheidung damit, amerikanische Arbeiter müssten Vorrang haben.

### Reaktionen
Befürworter strenger Einwanderungsregelungen begrüßten die Entscheidung des Präsidenten. Sie hielten es für ungerecht, dass Menschen, die in der Vergangenheit das Gesetz gebrochen haben, durch DACA mit Vorteilen für ihre Kinder belohnt würden. Man erhoffte sich auch eine abschreckende Wirkung auf Personen, die in Zukunft planten, illegal in die USA einzureisen und hofft auf mehr Ressourcen für Staatsbürger der USA und legale Migranten.
Der ehemalige Präsident Obama reagierte erschüttert auf die Entscheidung seines Nachfolgers Trump. Er schrieb bei Facebook: „Auf diese jungen Menschen zu zielen ist falsch, denn sie haben nichts falsch gemacht.“ Das Handeln Trumps nannte er „grausam“.
Kritik kam auch aus der amerikanischen Wirtschaft. Sie rechnet mit ökonomischen Folgen, wenn die betroffenen Berufstätigen ersetzt werden müssten. Protest erhoben Vertreter amerikanischer Technologiekonzerne wie Microsoft, Apple und Facebook. Brad Smith (Microsoft) sicherte Beschäftigten Rechtsbeistand zu.
15 Staaten und der Hauptstadtbezirk Washington D.C. reichten am Tag nach der Entscheidung Klage bei einem New Yorker Bundesgericht gegen Trumps Erlass ein. Sie versuchten in ihrer Klageschrift mit einer Sammlung von älteren Äußerungen Trumps, die Vorurteile gegenüber Personen mit mexikanischen Wurzeln zeigen, zu belegen, dass der Erlass zur Beendigung von DACA nur die Krönung dieser Vorurteile sei. Die klagenden Staaten sind: New York, Massachusetts, Connecticut, Delaware, Hawaii, Illinois, Iowa, New Mexico, North Carolina, Oregon, Pennsylvania, Rhode Island, Vermont und Virginia.
Vor dem Weißen Haus in Washington und in weiteren Städten der USA wurde gegen Trumps Entscheidung protestiert. Entsetzt, empört und wütend reagierten auch Organisationen von Migranten und Bürgerrechtlern.
Gespalten zeigten sich die Republikaner, Mehrheitspartei im US-Kongress. Während zehn Bundesstaaten Trump aufgefordert hatten, DACA zu beenden, hatte Paul Ryan, Sprecher des Repräsentantenhauses, Trump aufgefordert, das Programm noch nicht einzustellen. Dieser Forderung schlossen sich weitere Abgeordnete an.

### Vorläufige Aussetzung
Im Januar 2018 bestimmte ein Bundesrichter, dass die Beendigung des Programmes für die Personen, die bereits einen DACA-Status besitzen, ausgesetzt werden muss, bis ein anhängiges Gerichtsverfahren, bei dem die University of California gegen die Beendigung des Verfahrens geklagt hatte, entschieden ist. So können bisherige DACA-Teilnehmer auch nach dem 5. März 2018 auf der Basis mehrerer richterlicher Verfügungen vorerst weiterhin eine Verlängerung beantragen. Neuanträge werden jedoch nicht entgegengenommen.
Am 29. März 2018 entschied ein Bundesgericht, dass bei der Beurteilung der Frage, ob rassistische Beweggründe bei der Beendigung des DACA-Programms eine Rolle spielen, auch die von Trump in seinem Wahlkampf mit Bezug auf Mexikaner verwendeten abfälligen Ausdrücke zu berücksichtigen sind.
Am 3. August 2018 entschied Richter John Bates, dass das DACA-Programm wieder vollständig aufzunehmen ist. Gegen diese Entscheidung kann die Regierung bis zum 23. August 2018 Einspruch einlegen. Am 31. August 2018 lehnte es Richter Andrew Hanen ab, einen sofortigen Halt von DACA anzuordnen. Das DACA-Programm sei zwar womöglich illegal, der Staat Texas habe aber erst spät Klage dagegen erhoben; außerdem stehe der Schaden, den Texas vor allem durch Sozialhilfe an die Betroffenen erleide, nicht im Verhältnis zum Schaden, der den Betroffenen durch eine sofortigen Halt von DACA entstünde.
Am 12. November 2019 war eine Anhörung des Obersten Gerichts zu DACA vorgesehen.

### Urteil des US Supreme Court
Am 18. Juni 2020 urteilte der Oberste Gerichtshof, es sei willkürlich und kapriziös von der Regierung Trump gewesen, das DACA-Programm zu stoppen.